# Krawce
Krawce ist eine Ortschaft mit einem Schulzenamt der Gmina Grębów im Powiat Tarnobrzeski der Woiwodschaft Karpatenvorland in Polen.

## Geographie
Der Ort liegt am linken Ufer des Flusses Łęg, im Sandomirer Urwald des Sandomirer Beckens, 15 km südöstlich der Stadt Tarnobrzeg. Die Nachbarorte sind die Stadt Stalowa Wola im Nordosten, Przyszów und Stany im Südosten, Alfredówka im Südwesten, Wydrza im Nordwesten, sowie Grębów im Norden.

## Geschichte

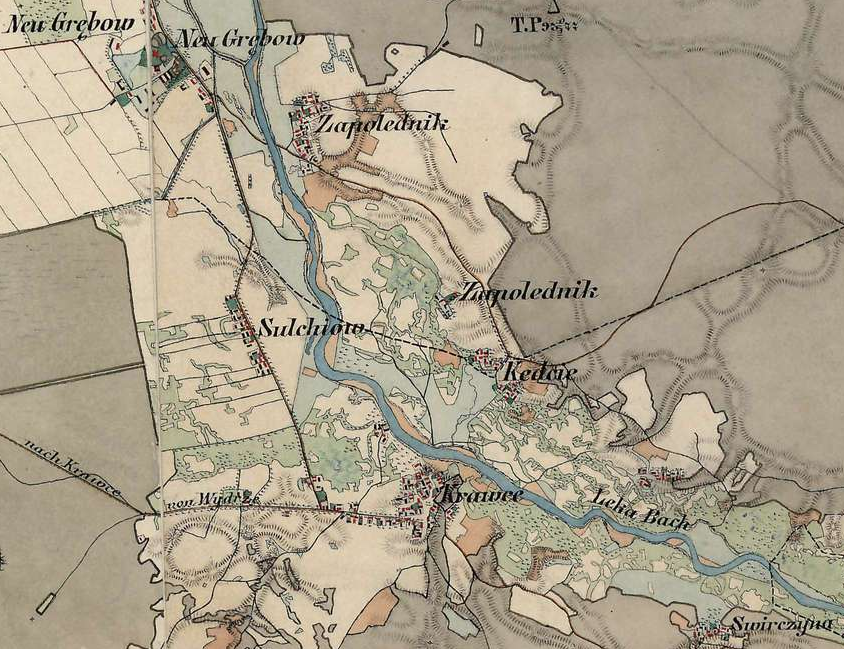
Krawce und Sulechów auf der Franzisco-Josephinischen Landesaufnahme um 1870

Der Name des Dorfs ist eine Pluralform von krawiec (Schneider).
Bei der Ersten Teilung Polens kam das Dorf 1772 zum neuen Königreich Galizien und Lodomerien des habsburgischen Kaiserreichs (ab 1804). Auf der österreichischen Karte von Friedrich von Mieg (1779–1783) war Zatrzesnie Krawce von allen Seiten umwaldet.
Im Jahr 1818 im Gutsgebiet von Krawce entstand eine deutsche, lutherische Kolonie Sulechów (Sulchiow, Sulichów). 1838 hatte sie 16 Einwohner, 1840 schon 40. Die protestantischen Siedler gehörten der Pfarrgemeinde in Ranischau und hatten einen Friedhof. Nach einer örtlichen Überlieferung waren sie Mennoniten. 1875 wurde eine evangelische Schule in Sulichów geplant. Bis 1880 wurde eine hölzerne Filialkapelle gebaut, 53 von 90 Bewohnern von Sulechów waren damals deutsche Protestanten.
Im Jahr 1900 hatte die Gemeinde Krawce im Bezirk Tarnobrzeg eine Fläche von 858 Hektar, 138 Häuser mit 783 Einwohnern, davon waren alle polnischsprachig, außer 704 Römisch-Katholiken gab es 18 Juden und 61 anderen Glauben (plus 11 im Gutsgebiet und 18 im benachbarten Grębów).
1918, nach dem Ende des Ersten Weltkriegs und dem Zusammenbruch der k.u.k. Monarchie, kam Krawce zu Polen. Unterbrochen wurde dies nur durch die Besetzung Polens durch die Wehrmacht im Zweiten Weltkrieg.
Von 1975 bis 1998 gehörte Krawce zur Woiwodschaft Tarnobrzeg.